# USS Preble (DD-12)
USS Preble (DD-12) – amerykański niszczyciel typu Bainbridge będący w służbie United States Navy w czasie I wojny światowej. Nazwa okrętu pochodziła od komodora  Edwarda Preble.
Stępkę okrętu położono w stoczni Union Iron Works w San Francisco 21 kwietnia 1899. Został zwodowany 2 marca 1901, matką chrzestną była Ethel Preble. Wszedł do służby 14 grudnia 1903, pierwszym dowódcą został lieutenant T. C. Fenton.
"Preble" został przydzielony do Floty Pacyfiku i operował z 4 i 2 Flotyllą Torpedową w pobliżu zachodniego wybrzeża USA od stanu Waszyngton do strefy Kanału Panamskiego do 1908. Wtedy odbył podróż na Hawaje i Samoa w dniach 24 sierpnia – listopad 1908. Po powrocie wznosił zwyczajną służbę, którą pełnił do 4 lutego 1909. Wtedy dotarł do Mare Island w celu dezaktywacji. Był w rezerwie pomiędzy 23 lutego a 17 września. Wtedy został przydzielony do Flotylli Torpedowej Pacyfiku (ang. Pacific Torpedo Flotilla) i do 1913 operował w jej składzie (później noszącej nazwę Flotylli Torpedowej Floty Pacyfiku). Ponownie umieszczony w rezerwie 19 czerwca 1913 pozostał w pobliżu Mare Island do czasu wznowienia operacji w składzie flotylli torpedowej 23 kwietnia 1914.
Ćwiczenia torpedowe, artyleryjskie i trałowe przeprowadzał do lata 1915. "Preble" uczestniczył w rejsie na wody alaskańskie by zebrać informacje logistyczne. Po kolejnym okresie przebywania w rezerwie (25 października 1916 – 3 kwietnia 1917) niszczyciel opuścił San Diego 30 kwietnia 1917 i popłynął na wschodnie wybrzeże USA. Do Norfolk dotarł 13 lipca i do końca I wojny światowej był zaangażowany w eskortę konwojów w pobliżu atlantyckiego środkowego wybrzeża USA. Po zakończeniu wojny pozostał na wschodnim wybrzeżu.
Został wycofany ze służby w Nowym Jorku 11 lipca 1919. Nazwę okrętu skreślono z listy okrętów floty 15 września 1919 i został sprzedany 3 stycznia 1920 firmie Joseph G. Hitner z Filadelfii.